# Chocolate Rain
Chocolate Rain est une chanson écrite et interprétée par Tay Zonday.

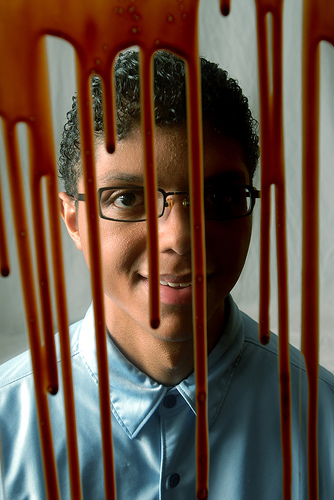
Tay Zonday — "Chocolate Rain"

Après avoir été postée sur le site YouTube le 22 avril 2007, la chanson est très vite devenue populaire ; la vidéo a été vue plus de 136 millions de fois. La vidéo a reçu un YouTube Awards dans la catégorie musique en 2007. Le chanteur a été parodié à de très nombreuses reprises et notamment dans l'épisode de South Park Canada en grève.
Le chanteur Tay Zonday s'est fait remarquer par sa voix de basse qui contraste avec son apparence jeune.
La chanson Chocolate Rain (Pluie de chocolat en français), parle de la traite des Noirs et du racisme.

## Popularité
Le batteur du groupe Green Day, Tre Cool, a repris cette chanson.